# 3030 Vehrenberg
3030 Vehrenberg је астероид главног астероидног појаса са средњом удаљеношћу од Сунца која износи 2,269 астрономских јединица (АЈ).
Апсолутна магнитуда астероида је 14,3.